# كينغزبري (كيبك)
كينغزبري (بالإنجليزية: Kingsbury, Quebec)‏ هي بلدية محلية في كيبيك تقع في كندا في Le Val-Saint-François Regional County Municipality. يقدر عدد سكانها بـ 123 نسمة ومساحتها 7.10 كم2 .